# 광진구
광진구(廣津區)는 대한민국 서울특별시 동부에 있는 자치구로, 1995년 성동구에서 분리되어 신설된 자치구다. 북쪽으로는 중랑구, 서쪽으로는 동대문구와 성동구, 동쪽으로는 경기도 구리시, 남쪽으로는 한강을 경계로 강남구, 송파구, 강동구와 접한다.
구청은 자양2동에 있으며, 본래는 성동구청 시절부터 민주공화당 연수원 건물을 이용했었다. 2025년 4월 21일에 자양2동 구의역 앞에 있는 옛 서울동부지방법원 자리로 이전하였다.

## 지명
광진(廣津)이라는 이름은 조선 시대 한강의 나루터였던 광나루에서 유래하였다. 광진은 경기도 양주의 남쪽 한강 부근에 있었던 나루로 양진(楊津)이라고도 한다. 광진 또는 양진은 '광주로 가는 나루' 또는 '양주에 있는 나루'라는 의미로 붙은 이름이다. 일설에는 광진을 '너븐나루'라고 하여 강폭이 넓었기 때문에 그런 이름이 붙었다고 하나 이에 대한 근거는 정확히 찾기 어렵다.
반면 양진(楊津)은 '양주의 나루'로 한강 북쪽 나루의 이름이고, 광진(廣津)은 '광주의 나루'로 한강 남쪽 나루의 이름이라는 주장도 있다.

## 역사
- 1995년 3월 1일 기존의 성동구로부터 분리되었다.[8] (16행정동 9법정동)
- 2008년 1월 1일 노유1동, 노유2동을 자양4동으로 합동하였다. (15행정동)
- 2008년 8월 4일 법정동 노유동을 폐지하고 자양동에 편입하였다.[9] (8법정동)
- 2009년 4월 20일 법정동 모진동을 폐지하고 화양동에 편입하였다. 건국대학교 부지의 법정동을 화양동으로 단일화하였다.[10] (7법정동)
- 2025년 4월 21일: 자양동 구의역세권 내에서 신청사로 이전

## 지리
남쪽에 한강이 흐르고, 동쪽에 아차산(해발고도 287m)과 용마산(해발고도 348m)이 솟아 있다. 동쪽과 남쪽은 한강을 사이에 두고 강동구·송파구·강남구와 접하고, 서쪽은 성동구·동대문구, 북쪽은 중랑구·경기도 구리시와 닿아 있다.

## 행정 구역
광진구의 행정 구역은 7개의 법정동을 15개의 행정동으로 나누어 관리를 하고 있다. 광진구의 면적은 17.06km2이며, 인구는 2012년 12월 31일을 기준으로 158,534세대, 384,269명이다.
| 행정동    | 한자      | 면적 (km2) | 세대    | 인구 (명) |  |
| 화양동    | 華陽洞    | 1.16       | 13,032  | 23,990    |  |
| 군자동    | 君子洞    | 0.74       | 10,203  | 22,227    |  |
| 중곡제1동 | 中谷第1洞 | 0.62       | 7,644   | 17,244    |  |
| 중곡제2동 | 中谷第2洞 | 0.55       | 9,704   | 23,234    |  |
| 중곡제3동 | 中谷第3洞 | 0.60       | 8,213   | 19,106    |  |
| 중곡제4동 | 中谷第4洞 | 2.32       | 12,691  | 32,281    |  |
| 능동      | 陵洞      | 1.10       | 5,556   | 11,328    |  |
| 광장동    | 廣壯洞    | 2.39       | 11,946  | 37,100    |  |
| 구의제1동 | 九宜第1洞 | 0.56       | 10,834  | 23,547    |  |
| 구의제2동 | 九宜第2洞 | 1.39       | 10,922  | 27,744    |  |
| 구의제3동 | 九宜第3洞 | 1.02       | 11,478  | 30,036    |  |
| 자양제1동 | 紫陽第1洞 | 0.57       | 11,099  | 26,164    |  |
| 자양제2동 | 紫陽第2洞 | 1.68       | 11,380  | 29,114    |  |
| 자양제3동 | 紫陽第3洞 | 1.20       | 11,594  | 32,296    |  |
| 자양제4동 | 紫陽第4洞 | 1.16       | 12,238  | 28,858    |  |
| 광진구    | 廣津區    | 17.06      | 158,534 | 384,269   |  |

## 인구
서울특별시 광진구의 연도별 인구(내국인) 추이
| 연도   | 총인구    |
| ------ | --------- |
| 1995년 | 381,936명 |
| 2000년 | 380,164명 |
| 2005년 | 364,407명 |
| 2010년 | 358,319명 |
| 2015년 | 368,199명 |

## 문화·관광
- 어린이대공원

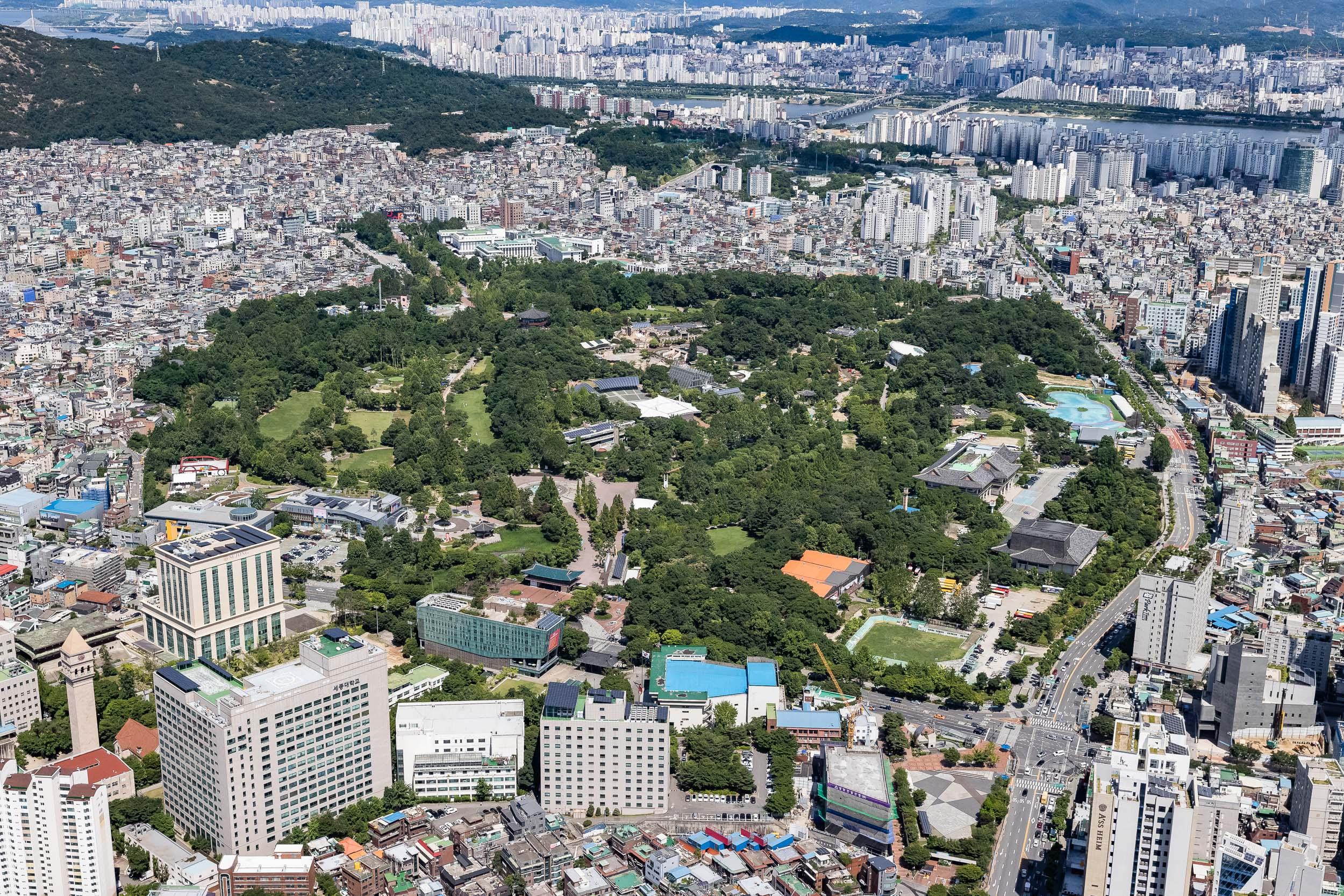
On_the_sky_seeing_for_Seoul_Children’s_Grand_Park, 하늘에서 바라본 어린이대공원

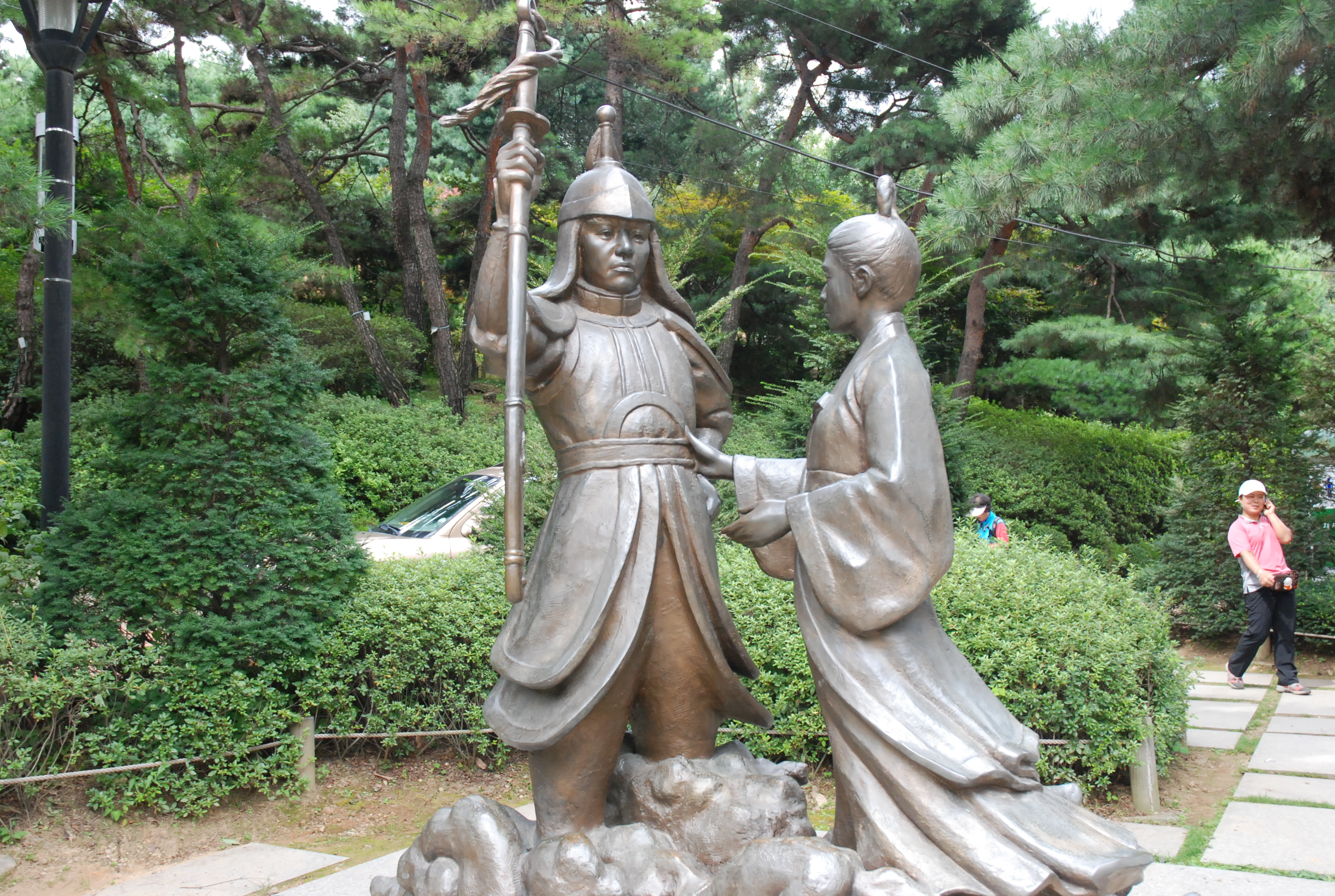
아차산생태공원

능동에 소재한 가족 단위 휴식 공간으로 1973년 5월 5일 어린이날에 개장하였다. 약 53만여 m2로 개장 당시에는 동양 최대의 규모였으며, 푸른 숲과 파란 잔디의 녹지공간으로 이루어져 있어, 어린이는 물론 청소년과 일반시민을 위한 휴식 및 문화공간으로서 시민공원의 역할을 다하고 있다. 또한 각종 교양시설 및 동, 식물원, 놀이시설 등을 갖춘 어린이의 낙원이자 살아있는 학습교육장으로 사랑받고 있다.
- 아차산생태공원

서울시 광진구와 경기도 구리시에 걸쳐있는 산이다. 이 산에는 백제 시대에 건축된 아차산성이 있으며, 이 성은 현재 백제의 도성으로 많은 학자들이 추정하는 풍납토성과 마주보고 있다. 아차산은 야트막한 산이
- 한강유람선
- 로데오거리

### 문화재
- 아차산성 - 사적 제234호
- 상부암석불입상 - 서울특별시 유형문화재 제280호
- 화양동 느티나무 - 서울특별시 기념물 제2호
- 아차산홍련봉보루유적 - 서울특별시 기념물 제21호
- 도정궁경원당 - 서울특별시 민속문화재 제9호
- 건국대학교 구 서북학회회관 - 등록문화재 제53호
- 구의정수장 제1·2공장 - 등록문화재 제358호

### 쇼핑
- 테크노마트 - 광진구 구의동 부근에 있는 최초의 복합쇼핑몰이다. 1998년 오픈하였으며 당시 세인들의 관심과 최초의 복합쇼핑몰로 자리잡으며 많은 언론기사를 통해 부동산개발회사인 프라임산업이 알려진 계기가 되었다.
- 엔터식스
- 이마트
- 롯데마트 강변
- 스타시티
- 롯데백화점

### 극장 및 공연장
- CGV 강변
- CGV 건대
- 메가박스 군자
- 롯데시네마 건대
- 악스코리아

## 교육 기관

건국대학교

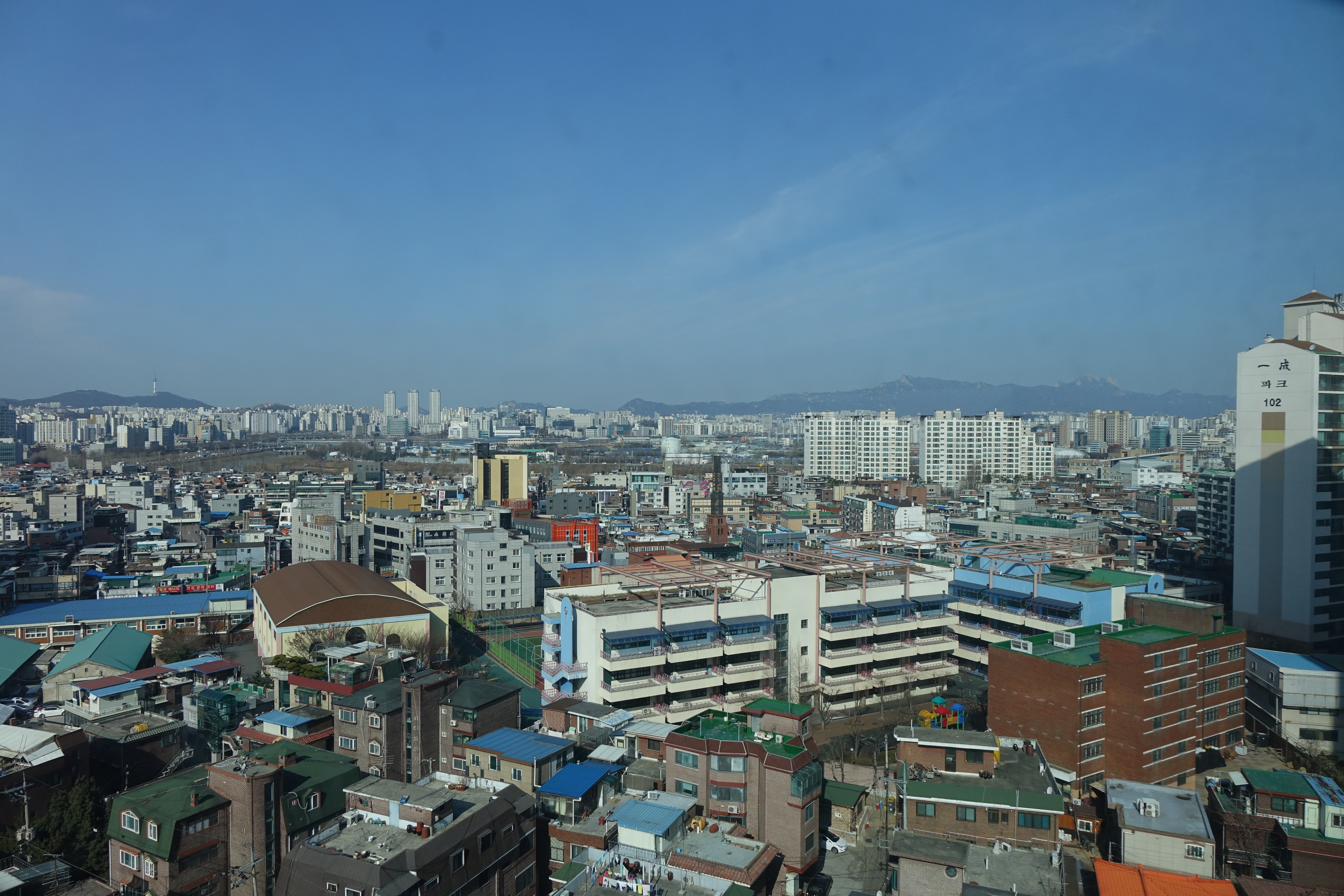
세종대학교에서 바라본 광진구 주변의 모습. 주위에 아파트가 많이 모여 있는 것이 특이하다.

- 사립대학교

|  | - 건국대학교 - 세종대학교 - 장로회신학대학교 |

- 원격대학

|  | - 세종사이버대학교 |

- 고등학교

|  | - 건국대학교사범대학부속고등학교 - 광남고등학교 - 광양고등학교 | - 대원고등학교 - 대원여자고등학교 | - 대원외국어고등학교 - 동국대학교 사범대학 부속 가람고등학교 | - 선화예술고등학교 - 자양고등학교 |

- 중학교

|  | - 건국대학교사범대학부속중학교 - 광남중학교 - 광양중학교 | - 광장중학교 - 광진중학교 - 구의중학교 | - 대원국제중학교 - 동국대학교 사범대학 부속 가람중학교 | - 신양중학교 - 양진중학교 - 용곡중학교 | - 자양중학교 |

- 특수학교

|  | - 서울광진학교 - 재한몽골학교 - 한국켄트외국인학교 |

### 도서관
- 광진정보도서관
- 중곡문화체육센터 도서관 (서울특별시 광진구 중곡3동 능동로 433 (중곡3동))
- 자양제4동 도서관 (서울특별시 광진구 자양4동 뚝섬로26길 58 (자양4동 주민센터내))
- 구의3동 도서관 (서울특별시 광진구 구의동 강변역로 17 (구의3동 주민센터내))
- 자양한강도서관 (서울특별시 광진구 자양동 뚝섬로52길 66 (자양2동))
- 자양전통시장도서관 (서울특별시 광진구 자양동 뚝섬로47길 49 (자양1동 자양전통시장고객쉽터2층))

## 교통

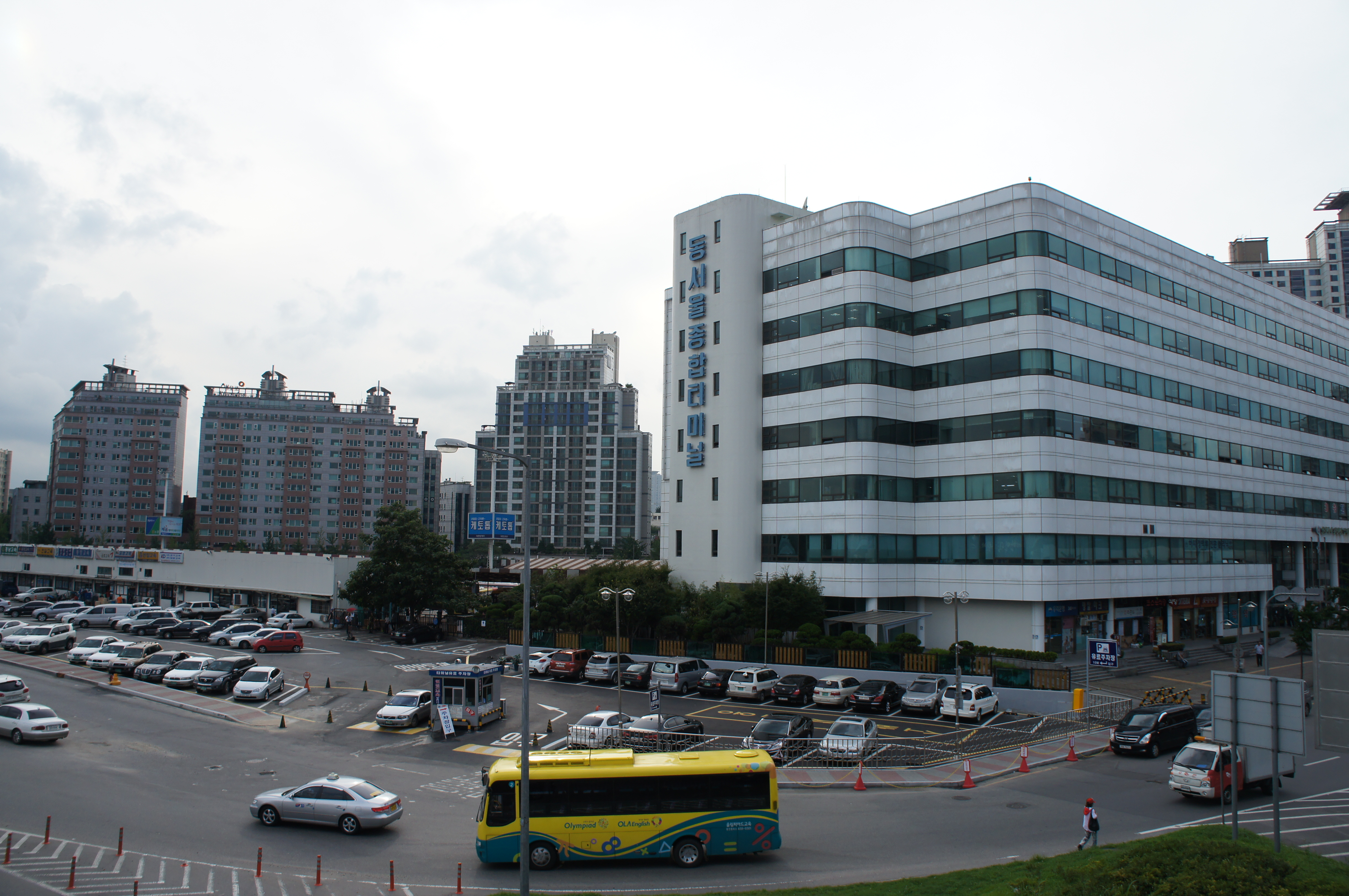
동서울종합터미널

도로교통은 천호대로가 동서 방향을, 구의 경계를 지나는 동일로와 강변북로가 남북 방향을 지난다. 철도교통은 수도권 전철 2호선과 5호선이 평행하게 동서를 가르고, 7호선이 남북을 관통한다. 2호선 강변역 부근에 동서울종합버스터미널이 있어 교통이 편리하다.

### 철도
- 서울교통공사

● 서울 지하철 2호선
(성동구) ← 건대입구역 - 구의역(광진구청) - 강변역(동서울터미널) → (송파구)
● 수도권 전철 5호선
(동대문구) ← 군자역(능동) - 아차산역(어린이대공원후문) - 광나루역(장신대) → (강동구)
● 서울 지하철 7호선
(중랑구) ← 중곡역 - 군자역(능동) - 어린이대공원역(세종대) - 건대입구역 - 자양역 → (강남구)

## 자매 도시
| 지역 & 국가    | 도시           | 도시        |
| -------------- | -------------- | ----------- |
| 대한민국       | 강원특별자치도 | 인제군      |
| 대한민국       | 경상북도       | 문경시      |
| 대한민국       | 전라남도       | 영광군      |
| 대한민국       | 충청남도       | 보령시      |
| 대한민국       | 충청북도       | 보은군      |
| 중화인민공화국 | 베이징 시      | 팡산 구     |
| 몽골           | 울란바토르     | 항올 구     |
| 튀르키예       | 코니아         | 에레일리 구 |

일본   도쿄도

## 케이블 방송사
(성동구 포함)
- 딜라이브 동서울케이블방송
- SK브로드밴드 광진성동방송